# 三成洞 (江南區)
三成洞（：／ Samseong dong */?），是南韓首爾特別市江南區的法定洞。

## 概要
三成洞是朝鮮王朝末期京畿道廣州郡彦州面的自然村落。三成洞的名稱由來，是因為這裡是由奉恩寺村、舞童島村、楮子島里三個村落合併為一個行政區。轄下的行政洞三成1洞是貿易、文化及流通中心，奉恩寺、COEX、現代百貨（貿易中心店）皆坐落於此。而三成2洞則是江南區的中心地帶，江南區廳亦設於此，與德黑蘭路、鶴洞路、三成路及宣陵路接壤。德黑蘭路周邊商業大樓密集，亦有大型公寓和一般住宅區，當地更有約56,000坪的宣靖陵，因樹木茂密，常有當地居民選擇於此散步。

## 歷史
- 1914年3月1日，依朝鮮總督府令第111號設立[7]
- 1914年4月1日，京畿道區域劃定，依京畿道令第3號歸隸京畿道廣州郡彥州面[7]
- 1963年1月1日，依法律第1172號改隸首爾特別市，並依特別市條例第276號歸隸城東區彦州出張所水島洞[7]
- 1970年5月18日，依特別市條例第613號，將法定洞與行政洞名稱匹配，水島洞更名為清潭洞[8]
- 1975年10月1日，依總統令第7816號，將其由原城東區劃出，改隸新設立的江南區[7]
- 1977年9月1日，三成洞由原清潭洞劃出獨立設洞[9]
- 1985年9月1日，三成洞被劃分為三成1洞[4]和三成2洞[5]

## 行政區劃
| 法定洞 | 行政洞  |
| ------ | ------- |
| 三成洞 | 三成1洞 |
| 三成洞 | 三成2洞 |

## 景點地標
- 奉恩寺[10]
- 宣靖陵：樹木茂密，常有居民散步。朝鮮成宗宣陵、貞顯王后墓及朝鮮中宗靖陵此三陵合稱宣靖陵。
- 德黑蘭路
- 辛奇博物館（朝鲜语：뮤지엄 김치간）
- 韓國綜合貿易中心
- COEX

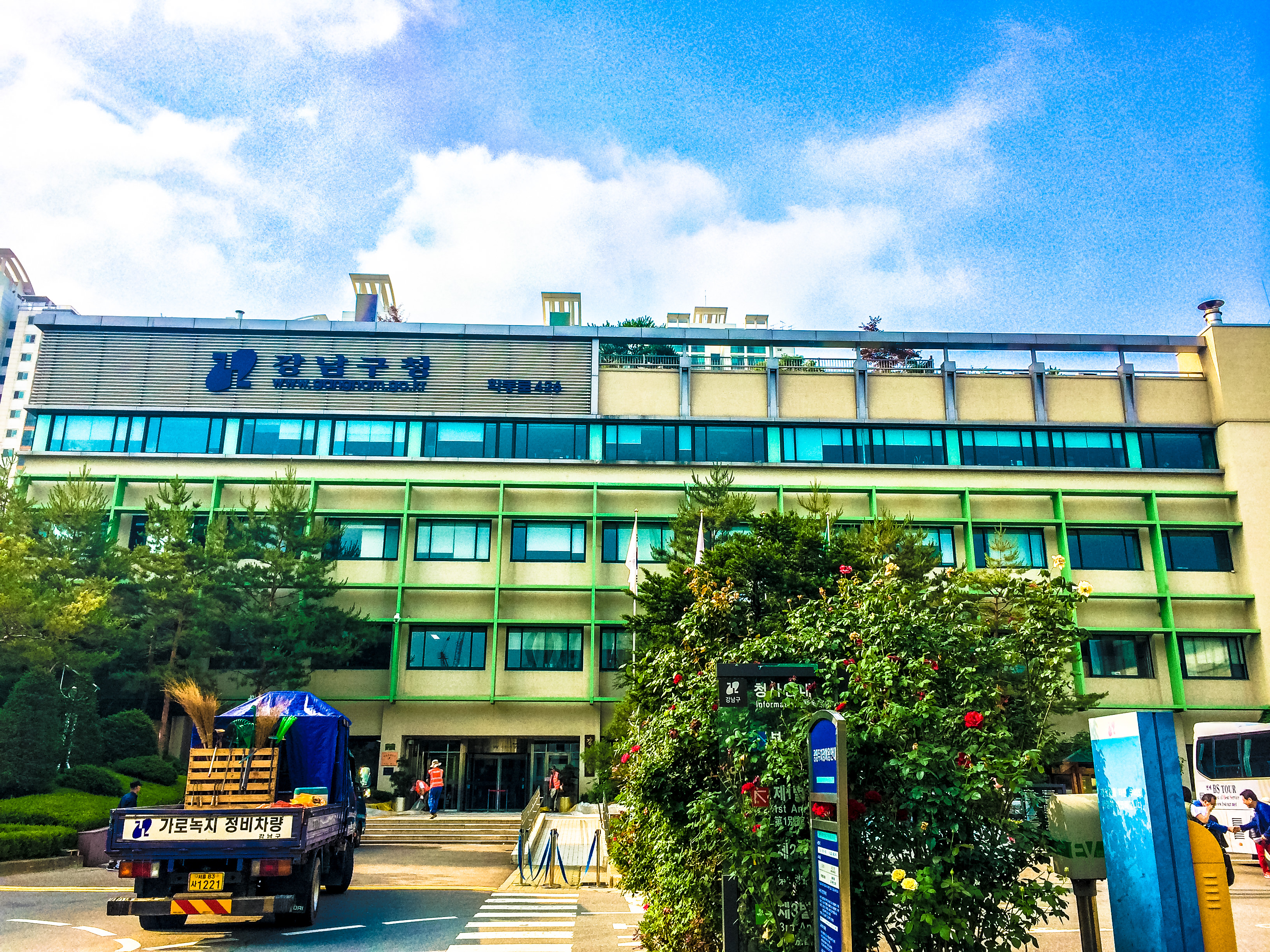
江南區廳
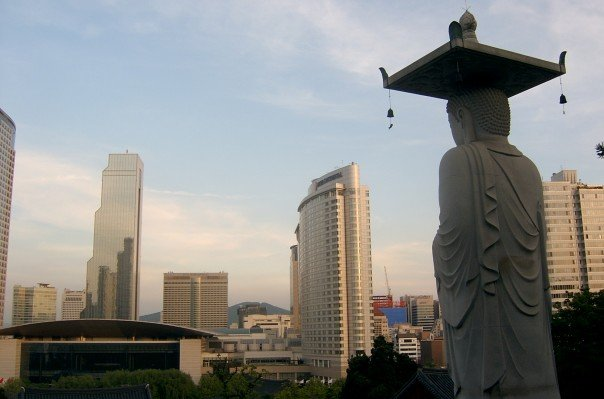
奉恩寺天際線
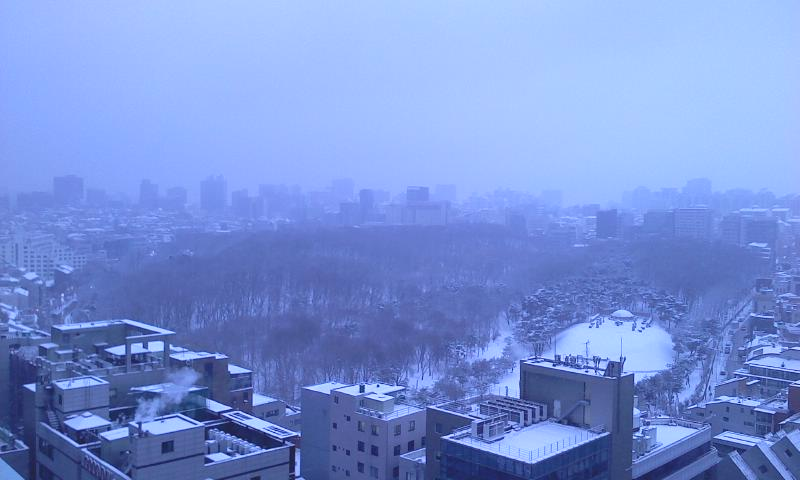
從靖陵側俯瞰宣靖陵
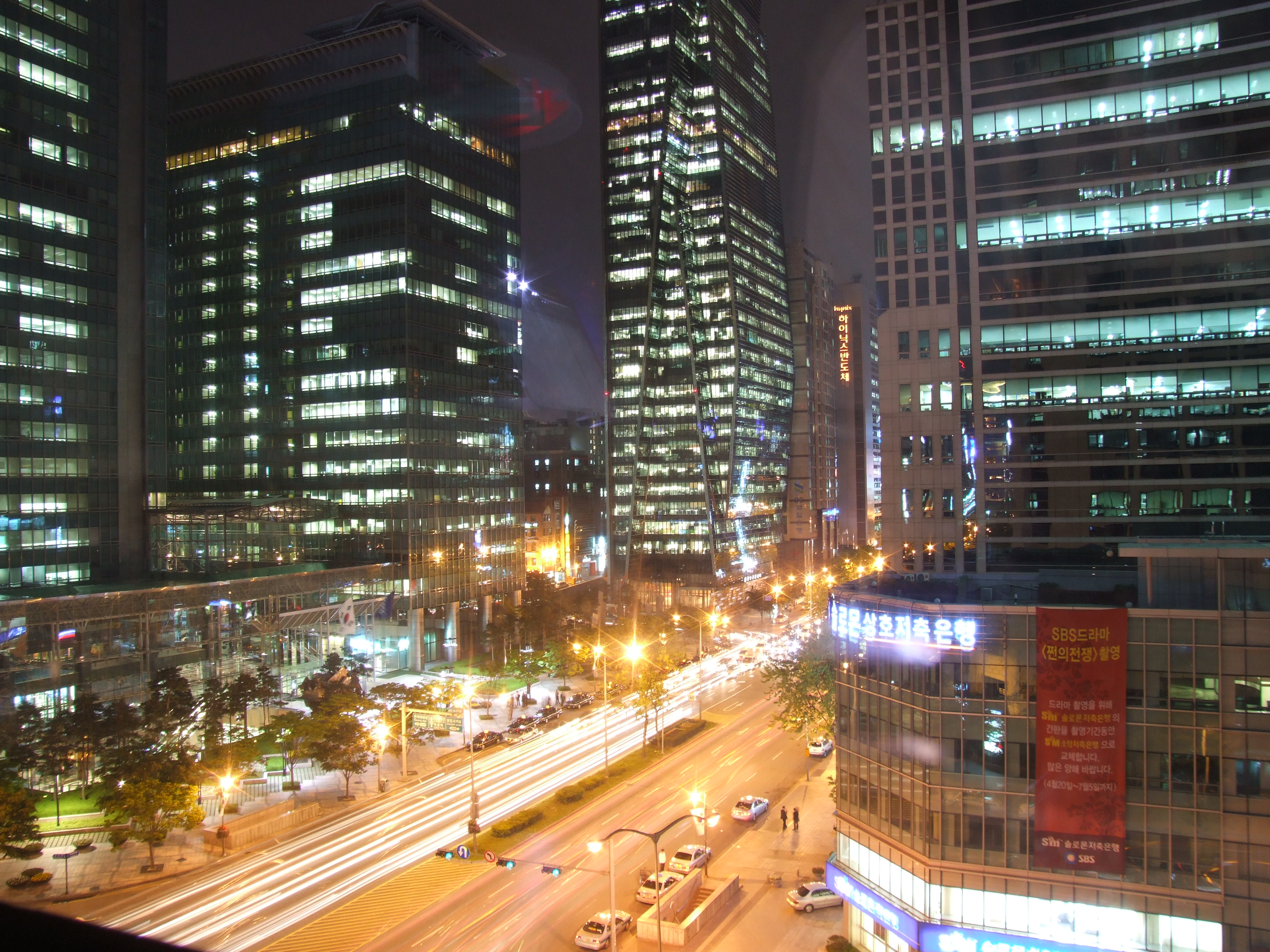
浦項鋼鐵交匯處
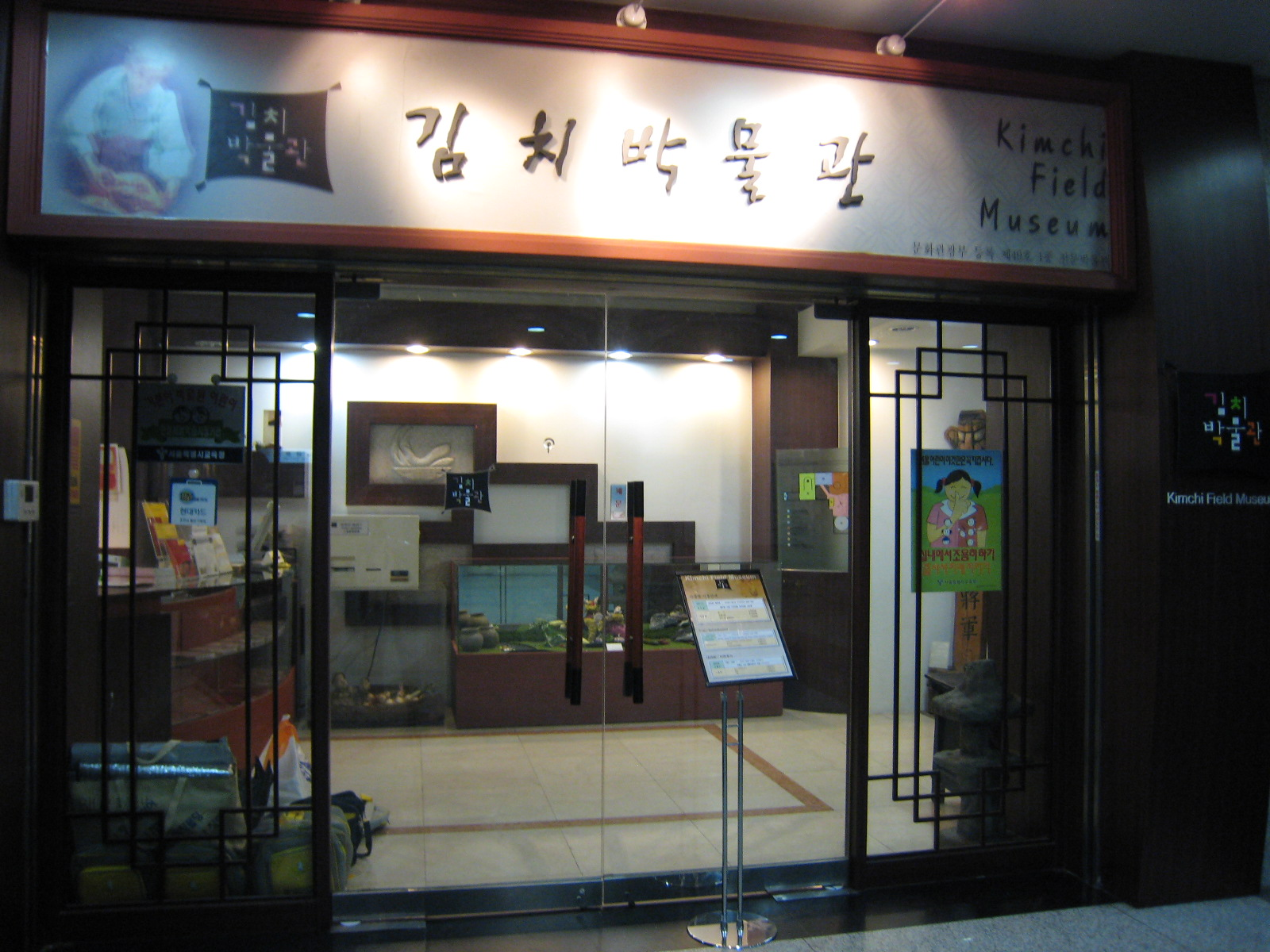
辛奇博物館
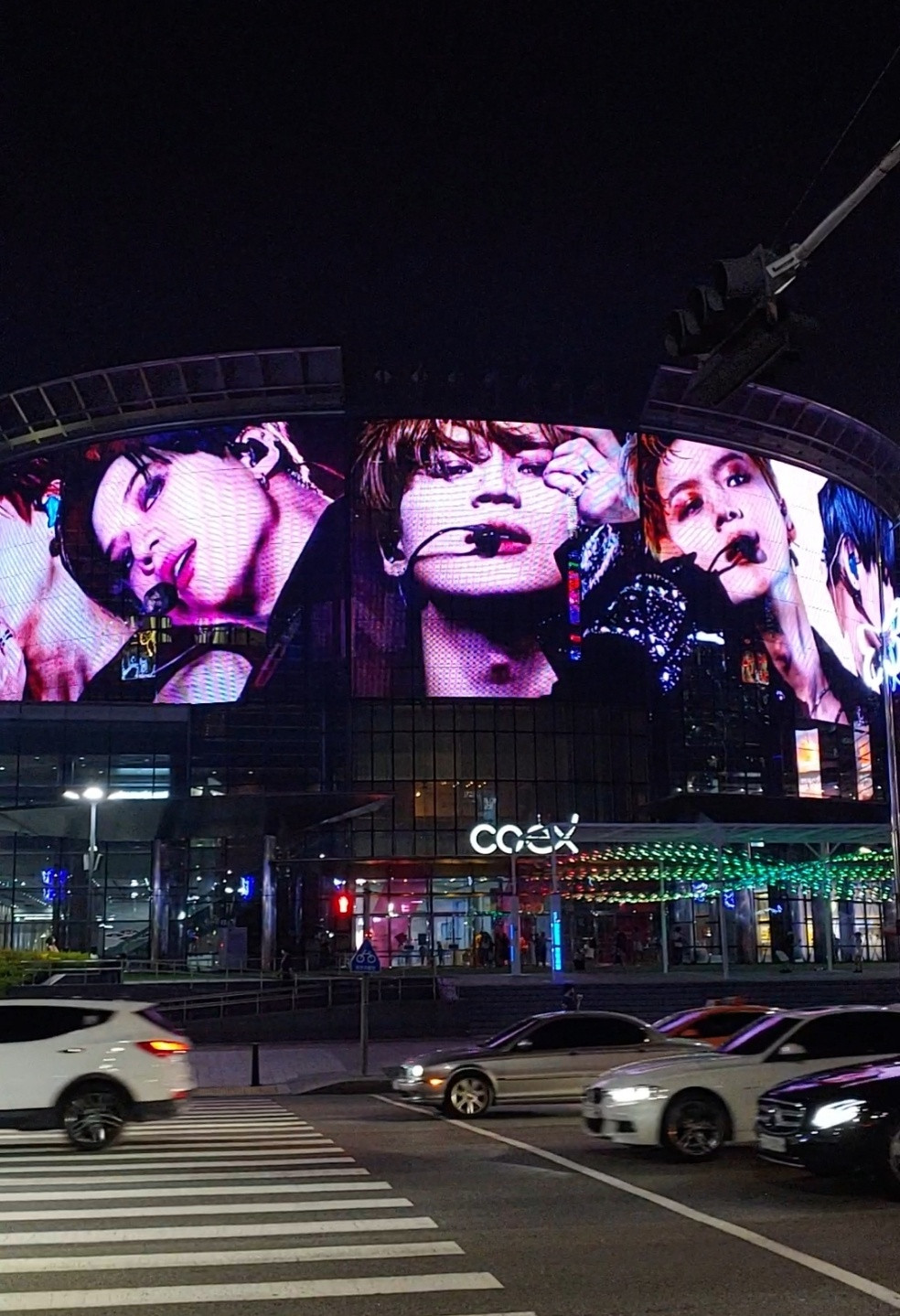
COEX Crown Media

## 教育機構

### 三成1洞
- 捧恩初等學校（朝鲜语：서울봉은초등학교）
- 奉恩中學校（朝鲜语：봉은중학교）
- 京畿高等學校（朝鲜语：경기고등학교）
- 首爾精愛學校（朝鲜语：서울정애학교）

### 三成2洞
- 三陵初等學校（朝鲜语：서울삼릉초등학교）
- 彦州中學校（朝鲜语：언주중학교）

## 交通

### 地鐵
首爾交通公社
- ●首爾地鐵2號線：三成站
- ●首爾地鐵9號線：三成中央站、奉恩寺站、宣靖陵站

### 廣域電鐵
韓國鐵道公社
- ●首都圈電鐵水仁·盆唐線：宣靖陵站

### 道路

#### 主要道路
- 永東大路（朝鲜语：영동대로）

## 知名住民
- 朱豪英：韓國國會議員，曾多次出任國民力量國會領袖及臨時黨代表
- 郭尚道：韓國國會議員，曾任總統秘書室首席秘書官